# TVS
TVS je česká regionální televizní stanice. Licenci na vysílání získala v roce 2006, vysílání zahájila v březnu roku 1999 jako kabelová televize v Uherském Hradišti a nyní patří mezi nejsledovanější regionální televize v České republice. Jejím provozovatelem je společnost J.D.Production, s.r.o., sídlící na adrese Palackého náměstí 293 v Uherském Hradišti. Zakladatelem a zároveň ředitelem a jednatelem je Jan Dudek. Od roku 2023 TVS vlastní 75% podíl RK INVESTIČNÍ s.r.o. Toho roku se stal dalším jednatelem Martin Štěrba. 
Terestrické vysílání je dostupné ve Zlínském kraji, Jihomoravském kraji a v pohraničních oblastech Slovenska.

## Historie
Televize TVS má za sebou více než dvacetiletou historii, během níž měnila několikrát oficiální název i logo. Původně se jednalo o Městský informační kanál (zkráceně MIK), který měl zajišťovat televizní zpravodajství pro město Uherské Hradiště. V polovině první dekády nového tisíciletí se z MIKu stala Televize Slovácko, která rozšířila své působiště na celé území Slovácka. V následujících letech prošla televize ještě dvěma změnami – přes TV Slovácko až po současnou definitivní podobu televize s názvem TVS. Přeměna z TV Slovácko na televizi TVS byla logická – svým vysílacím záběrem televize významně překročila území Slovácka. V současnosti lze naladit terestrické vysílání TVS na celém území Zlínského kraje, v částech Jihomoravského kraje a v pohraničních oblastech severozápadního Slovenska.

### První vysílací den
Každé začátky jsou těžké, což dokonale potvrzuje první vysílací den MIKu, na který dodnes pamětníci vzpomínají se shovívavým úsměvem. Redakční tým pracoval od samotného rána ve studiu, kde dokončoval první zpravodajský týdeník. Ani po dlouhém rozhovoru Věry Hotařové (první šéfredaktorky stanice) s tehdejším starostou města Ladislavem Šupkou nic nenasvědčovalo tomu, že by se mělo historicky první vysílání zkomplikovat. Opak však byl pravdou a původně plánovaný začátek vysílání v 18:00 vzal brzy za své. První znělka týdeníku a pozdrav moderátora ze studia vyjely s téměř stominutovým zpožděním. Od té doby však probíhalo vysílání podle plánu.

## Současnost
Na začátku roku 2019 při příležitosti dvacátého výročí zveřejnila televize TVS nové logo a představila nový grafický vizuál. Dalším důležitým milníkem roku 2019 bylo spuštění internetové televize s doménou itvs24.cz. Cílem tohoto projektu bylo oslovit zejména mladší generaci diváků a současně diváky, kteří nemají standardní terestrické vysílání k dispozici. Veškeré zpravodajství a pořady televize TVS dnes mohou na internetu sledovat diváci na území celé České republiky i v zahraničí.

### Sledovanost
Podle průzkumu agentury Median z prosince roku 2020 sleduje televizi TVS týdně 202 000 diváků. Podle těchto čísel patří TVS k nejsledovanějším regionálním televizím v České republice.

### Zpravodajství
Regionální televize TVS přináší nejobsáhlejší zpravodajství ze Zlínského kraje a jižní Moravy. Zpravodajské relace zabezpečují redaktorské týmy sídlící ve studiích v Kunovicích a Kyjově. V současné době vyrábí TVS 10 zpravodajských pořadů.

#### Seznam zpravodajských pořadů
- Deník – každodenní zpravodajská relace z jihovýchodní Moravy.
- Magazín Sport – týdenní souhrn nejdůležitějšího sportovního dění z jihovýchodní Moravy.
- Týden na Slovácku – týdenní zpravodajská relace ze Slovácka.
- Magazín Uherské Hradiště – týdenní zpravodajství z Uherského Hradiště. Přehled nejzajímavějších událostí uplynulého týdne z Uherského Hradiště.
- Magazín Uherský Brod – týdenní zpravodajství z Uherského Brodu. Přehled nejzajímavějších událostí uplynulého týdne z Uherského Brodu.
- Magazín Zlín/Otorkovice – týdenní zpravodajství ze Zlína a Otrokovic. Přehled nejzajímavějších událostí uplynulého týdne ze Zlína a Otrokovic.
- Magazín Kyjov – týdenní zpravodajství z Kyjova. Přehled nejzajímavějších událostí uplynulého týdne z Kyjova.
- Magazín Hodonín – týdenní zpravodajství z Hodonína. Přehled nejzajímavějších událostí uplynulého týdne z Hodonína.
- Magazín Veselí nad Moravou – týdenní zpravodajství z Veselí nad Moravou. Přehled nejzajímavějších událostí uplynulého týdne z Veselí nad Moravou.
- Magazín Zlínský kraj – týdenní zpravodajství ze Zlínského kraje. Přehled nejzajímavějších událostí uplynulého týdne ze Zlínského kraje.

### Pořady
Vedle zpravodajské činnosti se televize TVS věnuje také tvorbě vlastních publicisticko-zábavných pořadů. V současné době (duben 2020) má v nabídce celkem 10 pořadů, které jsou ke zhlédnutí na webu itvs24.cz. Divácky velice úspěšné byly kulinářské pořady Špetka Slovácka (2015) a Špetka Valašska (2017), ve kterých zkušení kuchaři vaří podle tradičních receptů slovácké a valašské kuchyně. Od roku 2016 do současnosti je stálicí v nabídce pořadů TVS talkshow Jana Dudka s názvem Na kafe do Cafe. Rok 2019 a začátek roku 2020 byly na produkci nových pořadů velice bohaté. Nejdříve byl spuštěn pětidílný umělecký seriál mapující tvorbu významných regionálních výtvarníků Krása proměňuje a poté následovaly v rychlém sledu další pořady. Seriálový cyklus Poztrácená řemesla o tradičních lidových řemeslech, dvanáctidílný seriál Slovácké cyklení o požitkářských cyklotoulkách po jihovýchodní Moravě, Kouzelné kambodžské příběhy pojednávající v osmnácti krátkých dílech o kambodžských legendách a bájích, turistický seriál s přiléhavým názvem Tipy na výlet a fotografický cyklus Kraj fotografů. Poslední pořad, který se začal vysílat v únoru 2020, je hudební seriál Demáč věnovaný talentovaným regionálním muzikantům.

## Magazín TVS+
Od roku 1999 vydává televize TVS tištěný občasník Magazín TVS Plus (od roku 2019 s názvem Magazín TVS+). Původně se jednalo o čistě zpravodajské a komerční médium, které bylo zaměřeno na trojlístek měst Uherské Hradiště, Kunovice a Staré Město u Uherského Hradiště. Na začátku roku 2019, kdy došlo k celkové změně grafického vizuálu televize, se výrazně obměnila i tvář magazínu, a to jak po stránce vizuální, tak obsahové. Z informačního zpravodaje se stal moderní lifestylový časopis zahrnující různorodá společenská témata napříč celou jihovýchodní Moravou. Magazín obsahuje zajímavé rozhovory s výraznými osobnostmi, zpravodajské rubriky zaměřené na aktuální dění v regionu, kulturní informační servis a novinky z dílny televize TVS. Magazín vychází šestkrát ročně s dvouměsíční frekvencí. K odběru je zdarma na více než 100 distribučních místech po celé jihovýchodní Moravě.

## Komerce
Televize TVS se zabývá audiovizuální tvorbou všeho druhu, včetně výroby komerčních spotů, reklam, krátkých hraných filmů či obrazových mozaik.